# Stephen Lipson
Stephen Lipson (* 16. března 1954) je britský hudební producent a zvukový inženýr. V počátcích své kariéry působil v několika skupinách jako kytarista. V polovině sedmdesátých let se začal věnovat produkování a brzy si postavil vlastní studio.
V roce 2006, spolu s baskytaristou Trevorem Hornem, bubeníkem Ashem Soanem a zpěvákem a kytaristou Lol Cremem, založil skupinu Producers. Své první album nazvané Made in Basing Street skupina vydala v roce 2012.
Během své producenteské kariéry spolupracoval s řadou hudebníků, mezi které patří Paul McCartney (album Flowers in the Dirt, 1989) Jeff Beck (Emotion & Commotion, 2010) či Mike Oldfield (Man on the Rocks, 2014)